# Conus luzonicus
Conus luzonicus é uma espécie de gastrópode do gênero Conus, pertencente à família Conidae.